# Jeřáb ptačí
Jeřáb ptačí (Sorbus aucuparia), zvaný též jeřáb obecný, je dřevina z čeledi růžovitých, která roste v převážné části mírného teplotního pásu Eurasie.

## Popis
Jeřáb ptačí je opadavý keř nebo strom dorůstající výšky až 15 metrů. Rychle roste a nedožívá se většího stáří. Dřevo je tvrdé, ohebné a houževnaté, využívá se v truhlářství. Listy jsou střídavé, lichozpeřené, podobné s jasanem ztepilým; u jeřábu jsou jednotlivé laloky listů jen o málo menší a na opticky poněkud delším stonku trochu blíže u sebe. Kvete v květnu až červenci bílými pravidelnými květy v 7–12 cm širokých chocholících a chocholičnatých latách, které jsou opylovány hmyzem. Plody jsou červené malvice. Chutnají ptákům, kteří se starají o jeho rozšíření (trusem). Je též dekorativním stromem užívaným v okrasných výsadbách.

## Ekologie a rozšíření
Co do životních nároků je nenáročným a přizpůsobivým generalistou, preferuje však mírně kyselé až neutrální, čerstvě a průměrně vlhké půdy. Je běžnou dřevinou subalpínských listnatých křovin, roste též v kosodřevině, na pasekách, v křovinách, lesních pláštích a pionýrských porostech na různých typech stanovišť, též jako příměs v mnoha typech lesů od nižších poloh až do hor. V Česku se vyskytuje roztroušeně až hojně na většině území, jeho celkový areál sahá přes Skandinávii a Sibiř až na Dálný východ. Je dobrou meliorační dřevinou a poskytuje potravu mnoha živočichům.

## Význam pro gastronomii a léčitelství
Plody jeřábu jsou považovány za pikantní koření vhodné k přípravě sirupů, kompotů, vína, dochucování hovězí či zvěřinové pečeně a omáček. Pro lidskou konzumaci jsou vhodné pouze plody šlechtěných odrůd, divoké plody jsou svíravě trpké a nepoživatelné. Plody se sbírají koncem srpna a v září, občas se sbírá i květ (v květnu). Plody se suší nejdříve ve stínu a na závěr se dosuší na plném slunci.
Jeřabiny obsahují organické kyseliny (např. kyselinu parasorbinovou, sorbovou, jablečnou, vinnou, citronovou aj.), cukry, sorbit, sorbózu, karotinoid sorbusin, vitamin C, třísloviny, pektiny, antokyany, silice, flavonoidy a hořčiny. Květy obsahují látky podobné, navíc je však přítomna sloučenina podobná ženským hormonům.
Jeřabiny působí mírně projímavě a močopudně, zvyšují vylučování žluče, užívají se jako antirevmatikum, k rozrušování a vyplavování močového písku a menších kaménků nebo jako prostředek regulující činnost střev. Osvědčily se i při zánětech horních cest dýchacích.[zdroj?]
Podávají se ve formě macerátu (luhují se 6 hodin, denně se pijí 2 až 3 sklenice), případně ve formě odvaru (vaří se 2 minuty a poté se luhují ještě 10 minut) nebo sirupu (čerstvé jeřabiny se odšťavní, šťáva se smíchá s cukrem v poměru 1:1 a vaří se do zhoustnutí – berou se pak 3 až 4 lžičky denně). Květy jeřábu se užívají ke koupelím končetin při některých ekzémech (např. mírná forma atopického ekzému), v ženském lékařství jich lze použít při nedostatku ženských pohlavních hormonů.
Konzumace čerstvých jeřabin může přivodit lehčí otravu (nevolnost, bolesti hlavy, dávení), kterou zřejmě vyvolává přítomná kyselina parasorbinová a snad i kyanovodík. Sušením nebo vařením však jejich toxicita zcela mizí.[zdroj?]

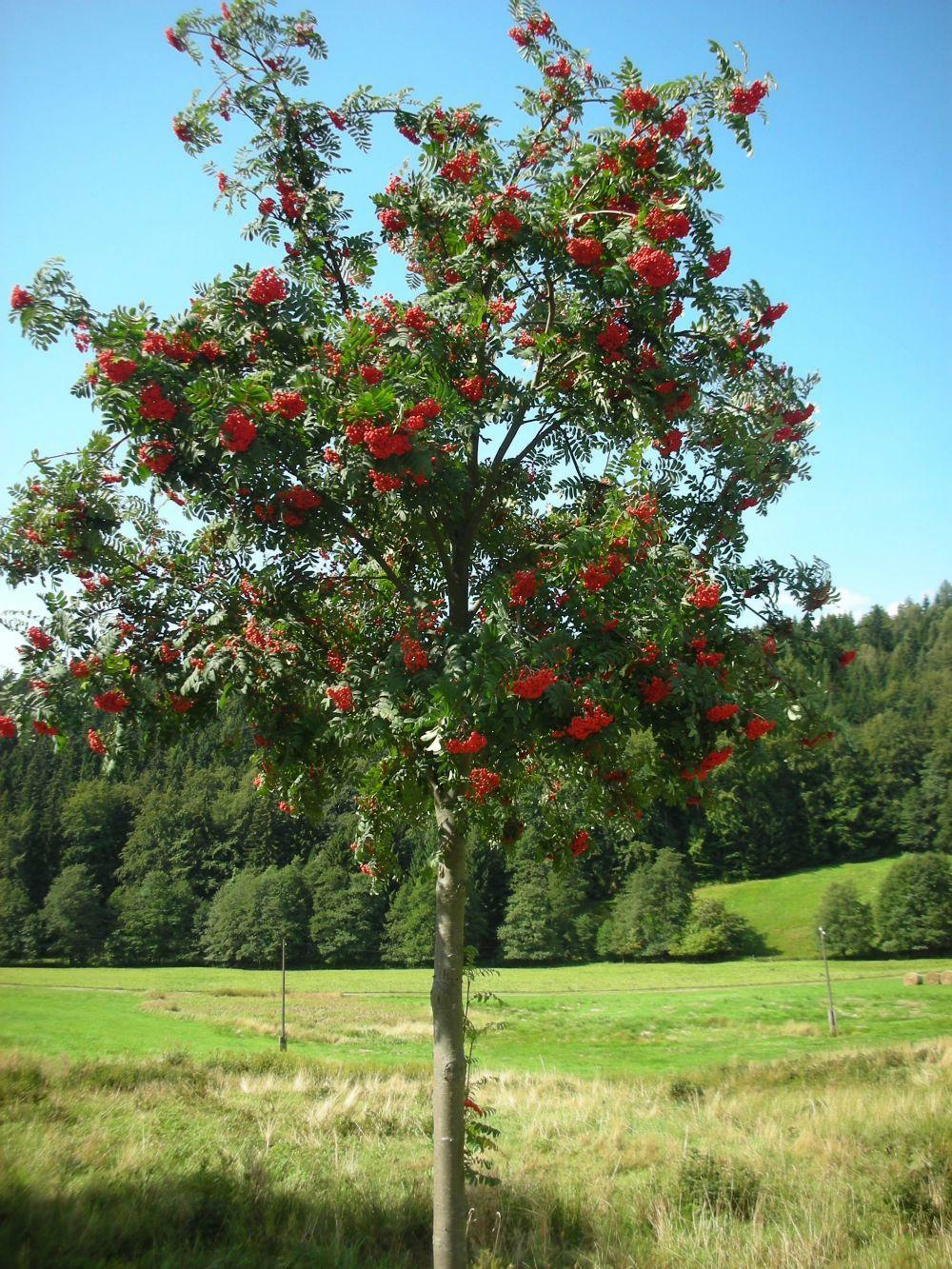
Jeřáb ptačí